# Gustavo Zapata
Gustavo Zapata, argentinski nogometaš in trener, * 15. oktober 1967.
Za argentinsko reprezentanco je odigral 27 uradnih tekem.